# Tomah (Wisconsin)
Tomah – miasto w Stanach Zjednoczonych, w stanie Wisconsin, w hrabstwie Monroe.